# Pichi üñëm
Pichi üñëm (Provisorisk beteckning: S/2007 (702) 1) är en asteroidmåne till 702 Alauda. Den upptäcktes 26 juli 2007 av P. Rojo och J. L. Margot vid Very Large Telescope i Chile. Månen har en diameter på 3,5 kilometer. Avståndet mellan månen och Alauda beräknas till 1227 km och omloppstiden till 4,91 dygn. Asteroidmånen fick sitt namn efter ordet liten fågel på språket mapudungun som talas i Sydamerika.